# Andrew Booth
Pour les articles homonymes, voir Booth.
Andrew Donald Booth né le 11 février 1918 et mort le 29 novembre 2009, est un ingénieur électricien, physicien et informaticien britannique, qui est l'un des premiers développeurs de la mémoire à tambour magnétique pour ordinateurs. Il est connu pour l'algorithme de multiplication de Booth. Dans la suite de sa carrière au Canada, il est devenu président de l'université Lakehead.

## Jeunesse
Andrew Booth est le fils de Sidney Booth (mort en 1955), cousin de Sir Felix Booth, il grandit à Weybridge, dans le Surrey et fait ses études à la Haberdashers' Aske's Boys' School. En 1937, il obtient une bourse pour étudier les mathématiques au Jesus College de Cambridge. Booth quitte Cambridge sans avoir obtenu de diplôme car il s'est désintéressé des mathématiques pures en tant que telles. Il choisit plutôt un diplôme externe de l'Université de Londres, qu'il obtient avec une mention très bien.
De 1943 à 1945, Booth travaille comme physicien et mathématicien dans l'équipe de rayons X de la British Rubber Producers' Research Association (BRPRA) à Welwyn Garden City. En 1944, il obtient un doctorat en cristallographie de l'Université de Birmingham. En 1945, il s'installe au Birkbeck College de l'Université de Londres, où son travail dans le groupe de cristallographie l'amène à construire certains des premiers ordinateurs électroniques au Royaume-Uni ,, y compris le All Purpose Electronic Computer, installé pour la première fois à la British Rayon Research Association. Booth fonde le département d'analyse numérique de Birkbeck et est nommé, en 2004, membre de l'université. Il est aussi précurseur dans le domaine de la traduction automatique.
Booth a été président de l'Université Lakehead de 1972 à 1978.

## Vie privée
Booth a épousé la mathématicienne et ingénieure en informatique Kathleen Britten en 1950 et ils ont eu deux enfants, Amanda et Ian .